# ژیلبر للی
ژیلبر للی (به فرانسوی: Gilbert Lely) شاعر قرن بیستم میلادی اهل فرانسه است.